# Euophrys wenxianensis
Euophrys wenxianensis es una especie de araña saltarina del género Euophrys, familia Salticidae. Fue descrita científicamente por Yang & Tang en 1997.
Habita en China.